# R: Racing
R: Racing (R: Racing Evolution) est un jeu vidéo de course développé et édité par Namco, sorti en 2003 sur GameCube, PlayStation 2 et Xbox.

## Accueil
- GameSpot : 6,6/10[1]